# Dan Majerle
Daniel Lewis Majerle (Familienname wird Marlee ausgesprochen) (* 9. September 1965 in Traverse City, Michigan) ist ein ehemaliger US-amerikanischer Basketballspieler und -trainer.

## Sportlicher Werdegang und Karriere
In seiner Jugend spielte Majerle in der Traverse City High School. Die Studienzeit verbrachte er an der Central Michigan Universität (CMU), wo er als Teil einer College-Auswahl-Mannschaft an den Olympischen Spielen 1988 im Herrenbasketball teilnahm und mit seinem Team Bronze holte. Im
Anschluss daran, ebenfalls im Jahr 1988, wurde er als 14. Pick im NBA Draft von den Phoenix Suns gedraftet, wo er im Laufe der folgenden sieben Spielzeiten zu einer Stütze des Teams reifte. Dies wurde durch seine konstanten Leistungen im Punkteschnitt, seinen Zug zum Korb und vor allem seine beeindruckenden, oft spielentscheidenden
3-Punkte-Würfe möglich.
Am 7. Oktober 1995 wurde Majerle zusammen mit Antonio Lang im Tausch für John Williams an die Cleveland Cavaliers abgegeben. Nach der folgenden Saison, die mehr als Zwischenstopp zu werten ist, unterschrieb Majerle als Free Agent am 22. August 1996 einen Vertrag bei den Miami Heat, deren Ziel es war, mit Majerle als Eckpfeiler an der 3-Punkte-Linie ein schlagkräftiges Team um Alonzo Mourning, P. J. Brown, Jamal Mashburn, und Voshon Lenard aufzubauen. Nach erfolgreichen Jahren bei den Miami Heat unterschrieb Majerle am 19. Juli 2001 als Free Agent einen Vertrag bei den Phoenix Suns und kehrte somit zu seinem langjährigen Heimatteam zurück. Dort beendete er nach einer Abschiedssaison seine Karriere nach 14 Profi-Jahren am 17. April 2002.
Seinen Spitznamen „Thunder Dan“ erhielt er zu Beginn seiner jungen Karriere bei den Phoenix Suns, aufgrund seines beeindruckenden donnernden „thunderous“ Dunkings, bevor er sich durch seine Spielweise immer mehr zum 3-Punkte-Schützen entwickelte.
Nach dem Ende seiner Spielerkarriere arbeitete er als Sport-Kommentator und nahm an Wohltätigkeitsveranstaltungen teil. Im Juni 2008 unterzeichnete er einen Vertrag als Assistenztrainer bei den Phoenix Suns, wo er für fünf Jahre Teil des Trainerstabs war. In Anschluss daran trainierte er für sieben Spielzeiten die Herrenmannschaft, die Grand Canyon Antelopes, der Grand Canyon University (GCU). Im März 2020 wurde er im Sinne einer Neuausrichtung des Teams als Head Coach entlassen.

## Auszeichnungen und Titel
- 3-fache Nominierung für das NBA All-Star Game (1992, 1993 und 1995)
- am 9. März 2003 wurde er in den „Ring of Honor“ der Phoenix Suns aufgenommen
- im Jahr 2006 wurde er in die Michigan Sports Hall of Fame aufgenommen
- gewann als College Spieler eine olympische Bronze-Medaille 1988 in Seoul im Herrenbasketball
- gewann im National-Team der Vereinigten Staaten (Dream Team II) die Goldmedaille bei der Basketball-Weltmeisterschaft der Herren 1994 in Toronto

## Privates
Majerle ist verheiratet und Vater von vier Kindern (drei Töchter und einem Sohn). Er ist Betreiber von drei Restaurants Majerle’s Sports Bar and Grill in Phoenix, Arizona, eines davon in der Nähe des Footprint Centers, der Heimspielstätte der Phoenix Suns.